# Župnija Podbrdo
Župnija Podbrdo je rimskokatoliška teritorialna župnija dekanije Tolmin v škofiji Koper.

## Sakralni objekti
- cerkev sv. Nikolaja, Podbrdo - župnijska cerkev
- - podružnica

Od 1. januarja 2018  :
- - podružnica